# Albert Hillen
Albert Theodore Constant Marie Hillen (Bree, 14 februari 1892 - Antwerpen, 13 november 1933) was een Belgisch volksvertegenwoordiger.

## Levensloop
Na middelbare studies in Bree en Sint-Truiden, promoveerde Hillen tot doctor in de rechten (1919) aan de Katholieke Universiteit Leuven. Hij was eigenlijk al in 1914 bijna klaar met zijn studies, toen de oorlog uitbrak en hij pas nadien, na ontslag uit het leger, kon promoveren.
Hij vestigde zich als advocaat in Antwerpen. Hij was er achtereenvolgens secretaris, ondervoorzitter en voorzitter van de Vlaamse Conferentie bij de Antwerpse balie.
In november 1932 werd hij verkozen tot katholiek volksvertegenwoordiger voor het arrondissement Tongeren-Maaseik, maar enkele maanden later werd door een vroegtijdige dood dit mandaat beëindigd.